# Elcoaz
Elcoaz es un lugar español del municipio de Urraúl Alto, perteneciente a la Comunidad Foral de Navarra.

## Toponimia
El nombre del lugar puede encontrarse referido en euskera como Elkoatz.

## Historia
Hacia mediados del siglo XIX, el lugar, ya por entonces perteneciente a Urraúl Alto, tenía contabilizada una población de 79 habitantes. Aparece descrito en el séptimo volumen del Diccionario geográfico-estadístico-histórico de España y sus posesiones de Ultramar de Pascual Madoz con las siguientes palabras:

ELCOAZ: l. del ayunt. del valle Urraul en la prov. y c. g. de Navarra, aud. terr. y dióc. de Pamplona (7 leg.), part. jud. de Aoiz (7): sit. en una encañada, á la base ó raiz del gran puerto de Azeta: con clima templado y combatido de los vientos N. y S., y las enfermedades mas comunes inflamaciones y catarrales. Tiene 13 casas, una escuela, igl. parr. (San Pedro Apostol), servida por un cura, cementerio contiguo á la igl. y para el surtido del vecindario una fuente dentro de la pobl. Confina el térm. N. Abaurrea-alta; E. Ayechu; S. Orgoz, y O. Aristu. El terreno es escabroso y de calidad pizarrosa y de greda, incluyendo en su estension 2 montañas pobladas de encinas, robles, pinos y hayas; le atraviesa un riach. que nace en Azeta (puerto); hay ademas un arroyo que procede de Aristu y se junta con el primero, cerca y al N. de la pobl. Los caminos son locales, escabrosos y en mal estado: el correo se recibe de Aoiz y Lumber. prod.: trigo, cebada, avena, yeros y legumbres; cria de gaando lanar, vacuno, cabrio y de cerda; caza de perdices, liebres, lobos, zorros y jabalies; pesca de truchas, madrillas y anguilas. ind.: un molino harinero. comercio: estraccion de tablas y maderas de haya y la importacion de alimentos de primera necesidad. pobl.: 13 vec., 79 alm. contr. con su ayunt. (V.).
(Madoz, 1847, p. 456)

En 2023, la entidad singular de población tenía empadronados 6 habitantes.